# Usuario (informática)

Dentro de un programa informático o sitio web, un usuario suele estar representado por un icono abstracto de una persona.

En informática, un usuario es una persona que utiliza una computadora o un servicio de red. Los usuarios de sistemas informáticos y productos de software generalmente carecen de la experiencia técnica necesaria para comprender completamente cómo funcionan. Los usuarios avanzados utilizan funciones avanzadas de los programas, aunque no son necesariamente capaces de programar computadoras  ni/o administrar el sistema.
Por lo general, un usuario a menudo tiene una cuenta de usuario y se identifica en el sistema por un nombre de usuario. Otros términos para nombre de usuario incluyen nombre de inicio de sesión, nombre de cuenta, seudónimo, apodo, perfil y alias.
Algunos productos de software proporcionan servicios a otros sistemas y no tienen usuarios finales directos.

## Usuario final
Los usuarios finales son los últimos usuarios humanos (también conocidos como operadores) de un producto de software. El término se usa para abstraer y distinguir a aquellos que solo usan el software de los desarrolladores del sistema, que mejoran el software destinado a los usuarios finales. En el diseño centrado en el usuario, también se distingue al operador de software del cliente que paga por su desarrollo y otras partes interesadas que pueden no usar directamente el software, pero ayudan a establecer sus requisitos. Esta abstracción es principalmente útil en el diseño de la interfaz de usuario y se refiere a un subconjunto relevante de características que la mayoría de los usuarios esperados tendrían en común. 
En el diseño centrado en el usuario, se crean las personas para representar los tipos de usuarios. A veces se especifica para cada persona con qué tipo de interfaces de usuario se siente cómoda (debido a la experiencia previa o la simplicidad inherente de la interfaz), y qué experiencia técnica y grado de conocimiento tiene en campos o disciplinas específicas. Cuando se imponen pocas restricciones en la categoría de usuario final, especialmente cuando se diseñan programas para uso del público en general, es una práctica común esperar un mínimo de experiencia técnica o capacitación previa en dichos usuarios.
La disciplina desarrollo del usuario final difumina la distinción típica entre usuarios y desarrolladores. Designa actividades o técnicas en las que las personas que no son desarrolladores profesionales crean comportamientos automatizados y objetos de datos complejos sin un conocimiento significativo de un lenguaje de programación.
Los sistemas cuyo actor es otro sistema o un agente de software no tienen usuarios finales directos.

## Cuenta de usuario
La cuenta de un usuario le permite a este autenticarse en un sistema y, potencialmente, recibir autorización para acceder a los recursos proporcionados o conectados a ese sistema; sin embargo, la autenticación no implica autorización. Normalmente, para iniciar sesión en una cuenta, se requiere que un usuario se autentifique con una contraseña u otras credenciales para fines de contabilidad, seguridad, registro y administración de recursos. 
Una vez que el usuario ha iniciado sesión, el sistema operativo a menudo utilizará un identificador como un número entero para referirse a ellos, en lugar de su nombre de usuario, a través de un proceso conocido como correlación de identidad. En los sistemas Unix, el nombre de usuario está correlacionado con un identificador de usuario o una identificación de usuario. 
Los sistemas de computación operan de dos formas, basándose en qué clase de usuarios tienen. Dichas formas son las siguientes:
- Los sistemas de un solo usuario no tienen un concepto de varias cuentas de usuario.
- Los sistemas multiusuario tienen este concepto y requieren que los usuarios se identifiquen antes de usar el sistema.

Cada cuenta de usuario en un sistema multiusuario generalmente tiene un directorio de inicio, en el cual se almacenan los archivos que pertenecen exclusivamente a las actividades de ese usuario, que está protegido del acceso de otros usuarios (aunque un administrador del sistema puede tener acceso). Por lo general, las cuentas de usuario contienen un perfil de usuario público, que contiene información básica proporcionada por el propietario de la cuenta. Los archivos almacenados en el directorio principal (y todos los demás directorios del sistema) tienen permisos de sistema de archivos que son inspeccionados por el sistema operativo para determinar qué usuarios tienen acceso para leer o ejecutar un archivo, o para almacenar un archivo nuevo en ese directorio. 
Si bien los sistemas esperan que la mayoría de las cuentas de usuario sean utilizadas por una sola persona, muchos sistemas tienen una cuenta especial destinada a permitir que cualquier persona use el sistema, como el nombre de usuario «anónimo» para FTP anónimo y el nombre de usuario «invitado» para una cuenta de invitado. 

### Formato de nombre de usuario
Varios sistemas operativos y aplicaciones de computadoras esperan / imponen diferentes reglas para el formato. 
Por ejemplo, en entornos de Microsoft Windows, téngase en cuenta el posible uso de:
- Formato del nombre principal del usuario (UPN), por ejemplo: NombredeUsuario@ejemplo.com
- Formato de nombre de inicio de sesión de nivel inferior, por ejemplo: DOMINIO\Nombredeusuario

## Terminología
Algunos profesionales de la usabilidad han expresado su disgusto por el término «usuario» y han propuesto cambiarlo. Don Norman dijo que «Una de las palabras horribles que usamos es “usuarios”. Estoy en una cruzada para deshacerme de la palabra “usuarios”. Preferiría llamarlos “personas”».